# Джим Рейнор
Джеймс Юджин Рейнор — вигаданий персонаж і головний герой науково-фантастичного серіалу StarCraft від Blizzard Entertainment. Рейнор є одним з головних персонажів у науково-фантастичних RTS-іграх (стратегії у реальному часі) StarCraft і Brood War, StarCraft II: Wings of Liberty. Також з'являється як ігровий персонаж на кросоверній багатокористувацькій бойовой онлайн арені у грі Heroes of the Storm. За межами відеоігор Рейнор з’являється в романах «Хрестовий похід Свободи» та «Королева клинків », а його передісторія досліджується в романах «Небесні дияволи» та «Дьяволський похід». Озвучує персонажа Роберт Клотуорті (Robert Clotworthy) в усіх серіях відеоігор.
Персонаж створений Крісом Метценом (Chris Metzen) і Джеймсом Фінні (James Phinney) та базується на основі однойменного персонажа фільма Кайф (Rush) 1991 року. Метцен задумав Рейнора, як звичайну людину в серіалі, з властивими політично-мотивованими рисами. Але зовнішній вигляд Рейнора розробив сам Метцен. Рейнор – терран, колишній солдат і розбійник, якому за тридцять, і який зрештою стає маршалом у світі колоній. Рейнор приєднується до революції Арктура Менгска (Arcturus Mengsk) проти гнобливої Конфедерації Терранів, але розчаровується в тактиці геноциду Менгска, створюючи власну воєнізовану групу, щоб кинути виклик тиранії Менгска.
Персонаж отримав позитивну реакцію критики: зображення Рейнора в StarCraft і Brood War було високо оцінено за глибину характеру та якість озвучки Клотворті. У проведеному опитуванні GameSpot Рейнор був визнаний одним із десяти найкращих героїв відеоігор.

## Розробка персонажів

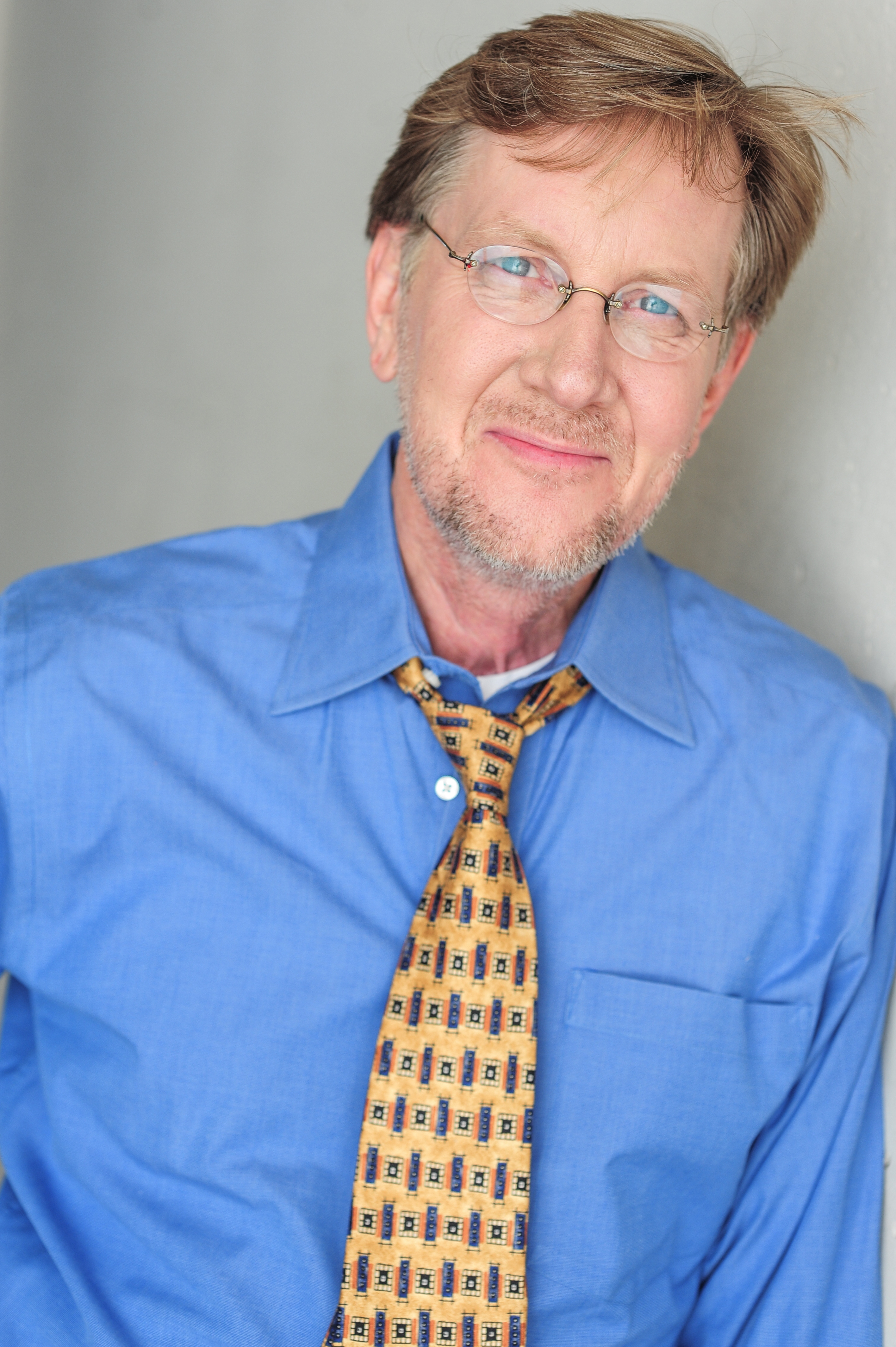
Рейнор був першим персонажем відеоігор, який озвучив Клотуорті.

Персонаж Рейнора спочатку був розроблений Крісом Метценом та Джеймсом Фінні, а його зображення, як грубої та небезпечної людини розвивалося через різні твори концептуального мистецтва Метцена. В інтерв’ю актор Роберт Клотуорті, який озвучував Рейнора, процитував один фрагмент цього концептуального мистецтва в тому, як він вирішив озвучити персонажа. Мистецтво, що показує Рейнора на ховербайку та оснащеного футуристичною зброєю, створило у Клотворті враження, що, оскільки Рейнор був кимось, з ким люди «не будуть возитися», йому не доведеться підвищувати голос, оскільки «інші персонажі [будуть] замовкати та слухати» або зіткнутися з наслідками. Клотуорті також заявив, що в разі створення фільму StarCraft, він вважає, що Клайв Оуен стане ідеальним вибором на роль Рейнора, оскільки він «небезпечний».
Персонаж Рейнора заснований на однойменному персонажі з фільму Кайф (Rush) 1991 року, якого Кріс Метцен описує як «суворого поліцейського під прикриттям». Метцен також стверджує, що Рейнор є його особистим улюбленим персонажем, оскільки, хоча він звичайна людина, він особисто зустрічався та працював з найвпливовішими персонажами серіалу. У StarCraft II Рейнора знову озвучив Роберт Клотуорті.
Рейнор мав з'явитись в тактичному шутері StarCraft: Ghost, оскільки Клотворті заявив, що його залучили для озвучування персонажа;  однак з тих пір гру було скасовано, а роль Рейнора так і не була розкрита. Білл Ропер (Bill Roper), колишній віце-президент Blizzard North, заявив, що в грі не будуть Керріган або Рейнора.

## Атрибути

### Особистість
Незважаючи на часто невимушену та саркастичну поведінку, Рейнор описується в романі «Liberty's Crusade» як порядна і почесна людина, яку дуже люблять ті, хто підпорядковується йому. Роберт Клотуорті зазначив, що як такий Рейнор завжди готовий робити правильні речі, як би важко це не було. Його твердження вбити Сару Керріган — головну антагоністку серії — незважаючи на його колишню любов до неї на початку сюжету, є однією з жертв, яка в очах Клотворті робить Рейнора «справжнім героєм у чистому сенсі цього слова». Він також описується як надзвичайно відданий своїм друзям і своїй справі, готовий піддати все це ризику заради захисту тих, хто не може захистити себе. Саме ця вірність викликає у Рейнора глибоке обурення, коли його зраджують ті, кому він колись довіряв. Незважаючи на те, що Рейнор часто демонструє надмірне завзяття, його люди поважають як динамічного та надійного лідера, який завжди намагається забезпечити своїм військам виживання, навіть якщо Рейнор несе відповідальність за те, що вони потрапляють у погану ситуацію. Сам Рейнор визнає, що він не найрозумніша людина, але показаний як надзвичайно винахідливий і наполегливий перед обличчям несприятливих умов.

### Зображення
Рейнор завжди зображується на портреті свого підрозділу під час StarCraft і Brood War . Пізніше він показаний у StarCraft II як фізично сильний, але невимушено одягнений персонаж, одягнений у бойове спорядження поверх звичайного одягу, який далі описується в романах як поношений і грубий на вигляд. У Рейнора акуратно підстрижені вуса й борода, які на момент StarCraft II починають сивіти. Його модель StarCraft II також показує наявність татуювань на обох його руках. Крім того, на ряді концепт-артів зображено, як Рейнор курить. На відміну від інших персонажів, Рейнор не був одягнений у форму в будь-який момент серіалу, за рідкісними винятками, коли він одягнений у бойову броню морської піхоти. Рейнора часто зображують їдучим на модифікованому мотоциклі-стерв'ятнику, який він використовує для транспортування і в бою на відкритій місцевості.

## Поява

### У відеоіграх

#### Star Craft
Перша поява Рейнора відбулася в назві StarCraft 1998 року. Рейнор — маршал колонії Мар Сара (Mar Sara) на периферії Конфедерації, де він намагається захистити населення від зростаючої інвазії зерґів. Оскільки Конфедерація кидає Мар-Сару напризволяще, Арктур Менгск (Arcturus Mengsk) та його повстанці Сини Корхала (Sons of Korhal) прибувають, щоб евакуювати колонію. Повністю розчарований у Конфедерації, Рейнор і його колоніальне ополчення приєднуються до Синів Корхала. Протягом свого часу з повстанцями Рейнор закохується у вбивцю-екстрасенса Сару Керріган, заступника команди Менгска. Однак, коли Менгск використовує технологію Конфедерації, що залучає зергів, для знищення столиці Конфедерації Тарсоніс (Tarsonis) і кидає Керріган на Тарсонісі зерґам, Рейнор і його ополченська пустеля, захопивши флагман Менгска Гіперіон (Hyperion). Люди Рейнора, назвавши себе «рейдерами Рейнора» («Raynor's Raiders»), беруть на себе удари по Менгску, який коронував себе імператором нового Домініону Терранів (Terran Dominion). Незабаром після цього Рейнора заманюють на планету Чар (Char) екстрасенсорними снами. Він виявляє, що джерелом є Керріган, яка була захоплена і заражена зергами. Рейнор намагається врятувати її, але безуспішно; він і його люди в кінцевому підсумку застрягли на Чарі на місяці. Рейнор виявляє силу протоссів на чолі з високим тамплієром Тассадаром (Tassadar), як і перебуваючий на Чарі темний тамплієр Зератул, також притягнутий психічними еманаціями Керріган, згодом застрягнувший там. Обидві групи об’єднуються щоб протистояти Керріган і зергам, поки не прибуде підкріплення із силами рідного світу протосів Айур. Рейнор і його Рейдери, що залишилися, супроводжують Тассадара назад до Айура, який став жертвою вторгнення зерґів, і допомагають протосам знищити величезний Надрозум зерґів (Zerg Overmind).

#### StarCraft: Brood War

Концепт-арт Метцена «Easy Rider», на основі якого Клотворті створив особистість Рейнора

Рейнор повертається у Brood War, заслуживши довіру протоссів і подружившись з воїном-тамплієром Феніксом. Рейдери та сили Фенікса залишаються на Айурі як ар'єргард, а вцілілі протоси евакуюють свій рідний світ, тепер спустошений і захоплений зерґами, у темний світ тамплієрів Шакурас. Пізніше Керріган зв'язується з Рейнором та переконує їх об'єднатися з нею проти Об'єднаного управління Землі (UED), яке прибуло, щоб заспокоїти сектор будь-якими необхідними засобами. Рейнор і Фенікс неохоче перешкоджають захопленню Менгска UED, і разом з зергами Керріган вибивають UED з тронного світу Домініону Корхала. Однак Керріган повертається до своїх союзників, розпочинаючи раптову атаку як на Домініон, так і на Рейдерів. Хоча Гіперіон тікає з планети, Фенікса вбивають під час нападу; обурений Рейнор клянеться, що Керріган помре від його рук.

#### StarCraft II: Wings of Liberty
У сиквелі 2010 року «Wings of Liberty», події розгортається чотири роки по тому, де Рейдери все ще чинять опір оновленому Домініону, але не мають морального духу та ресурсів, а їхні зусилля маргіналізовані пропагандою Домініону. Рейнор, звинувачуючи себе в перетворенні Керріган і смерті Фенікса, почав пити. Він повертається в Мар Сара, де до нього звертається колишній соратник Тайкус Фіндлі з бізнес-пропозицією придбати артефакти Ксел'Наги для дослідницької групи, Фонду Мебіуса. Артефакти, які охороняє екстремістська фракція протоссів, також шукає Керріган, яка починає широке вторгнення в Домініон, щоб знайти їх. Між місіями з’являється Зератул і каже Рейнору, що Керріган повинна вижити в майбутніх битвах, «або все втрачено», оскільки вона буде грати ключову роль в тому, щоб кожен вид пережив наступного ворога, гіршого, ніж навіть зерґи. Щоб довести свою точку зору, він залишає пристрій пам’яті протоссів, за допомогою якого Рейнор бачить подорож Зератула за стародавнім пророцтвом і баченням майбутнього альтернативної шкали часу. У цьому баченні Керріган померла, і рій (під контролем невідомої сутності) знищує останніх протоссів, що залишилися – при цьому люди вже впали, а зерги знищені після їхньої перемоги.
Зрештою, накопичивши всі артефакти, Рейдери виявляють, що Фонд Мебіуса є прикриттям для спадкоємця Домініону Валеріана Менгска; Хоча екіпаж Гіперіона стурбований тим, що працював на свого ворога, Валеріан умовляє Рейнора супроводжувати його у вторгненні на Чар, оскільки об’єднаний артефакт може перевернути зараження Керріган. Хоча Домініон зазнає значних втрат зерґам, Рейдери захищають артефакт від Керріган, поки його не можна буде активувати; після детонації він знищує всіх сусідніх зергов і знову залишає Керріган людиною. Однак Фіндлі, діючи за наказом Арктура Менгска, намагається вбити ослаблену Керріган, змушуючи Рейнора вбити Фіндлі, перш ніж зайнятися Керріган.

#### StarCraft II: Heart of the Swarm
Після битви при Чарі, в Серці Рою (Heart of the Swarm), Валеріан відправляє Рейнора та Керріган до секретної лабораторії,щоб оцінити розширення поточної влади Керріган з контролю над зергами, доки на неї не нападуть війська Домініону. Рейнора захоплює Нова, та Менгск заявляє, що його стратили, на превеликий жаль Керріган. Однак пізніше Менгск зв’язується з Керріган і розкриває, що Рейнор все ще живий і знаходиться під його опікою, використовуючи його як важіль, щоб вона утримала рій зергів, тепер возз’єднаних під її командуванням, далеко від Території Домініону. Потім Керріган вдається врятувати Рейнора за допомогою Рейдерів, і, незважаючи на його відмову від Керріган спочатку за те, що вона вирішила відмовитися від її людяності, щоб врятувати його, Рейнор і його сили приєднуються до роя для останньої битви на Корхалі, щоб повалити Менгска, врятуючи Керріган ще раз, коли Імператор намагається знищити її за допомогою артефакту, що в кінцевому підсумку призвело до смерті Менгска від її рук. Примирившись з Керріган, Рейнор прощається з нею, коли вона йде разом з роєм зерґів, щоб протистояти Амону, занепалому Ксел'Нагу, який має намір повернутися і знищити раси зергів і протоссів.

#### StarCraft II: Legacy of the Void
Під час подій "Спадщина порожнечі" (Legacy of the Void) Рейнор разом з Артанісом бере участь у захисті Корхала від сил Амона. Пізніше Керріган закликає його допомогти їй та Артанісу у спільному вторгненні Домініону терранів /Рою зерґів /протосів у Порожнечу, царство, до якого можна отримати доступ із рідного світу Зель'Наг Ульнар, щоб назавжди вбити Амона. Після війни Рейнор зникає з поля зору громадськості разом із Керріган.

#### Heroes of the Storm
Рейнор з'являється як ігровий персонаж у кросоверній грі Heroes of the Storm, де представлені різні персонажі з франшизи Blizzard. Він є одним із багатьох героїв StarCraft, доступних у грі, і має унікальний набір навичок, включаючи героїчну здатність викликати Гіперіона, щоб обстрілювати поле битви, на якому він перебуває. Рейнор – це вбивця дальнього розряду, який може відштовхувати ворогів своїми основними здібностями. Він покладається на свої важкі фізичні атаки і велику дистанцію, щоб битися зі своїми ворогами з безпечної відстані. Оскільки йому не вистачає будь-якої форми вродженого механізму втечі, як-от телепортації або ривки, знання того, коли вступати в бій, а коли відступати, є вирішальним для досягнення хороших результатів під час гри за цього героя. Джим Рейнор також є головним персонажем у навчальному підручнику гри та одним із шести персонажів Blizzard, які з'являються в кінематографічному трейлері Heroes of the Storm .

### У романах
У кількох романах StarCraft також фігурує Рейнор; він є видатним персонажем у Liberty's Crusade (Хрестовому поході Свободи), який показує, що у Рейнора були дружина та син. Його син виявив екстрасенсорний потенціал і, отже, був призваний для участі в програмі привидів Конфедерації, де зрештою інтенсивні тренування вбивають його. Після цього дружина Рейнора Лідді помирає після періоду депресії та хвороби. В результаті Рейнор занурюється в роботу і розвиває схильність до роботи наодинці. Він також є головним героєм у Queen of Blades (Королева клинків), новеллізації подій StarCraft II, в якій Рейнор намагається врятувати Сару Керріган від зерґа на Чарі і врешті вступає в союз з високим тамплієром Тассадаром і темним темплієром-ренегатом Зератулом, сприяючи примиренню двох віддалених протоссів. Зовсім недавно його рання військова та кримінальна історія, включаючи його зв’язок з Тайкусом Фіндлі, були досліджені в романах "Heaven's Devils" ("Небесні дияволи") і "Devil's Due" ("Диявольський борг"). Також у Devil's Due батько Рейнора загинув через машинну помилку. Мати Рейнора померла в той же день, коли Рейнор відвідав її.

## Сприйняття
Персонаж Рейнора загалом був добре прийнятий як критиками, так і шанувальниками. Gaming's Edge описав Рейнора як «майже прототипну фігуру бойовика» з «здоровою дозою зарозумілості», яка, незважаючи на те, що завжди намагається зробити морально правильні речі, незмінно закінчується «найгіршим кінцем угоди» через обставини, які не залежать від нього. У статті також висувається твердження про те, що «було б важко не захоплюватися Рейнором, хоча б не з іншої причини, крім його наполегливості» перед обличчям покинутості, ізоляції та зради. У огляді StarCraft для журналу GamePro рецензент заявив, що зображення персонажів було настільки гарним, що він відчував, ніби вони «насправді розмовляли зі мною», і сказав, що почав відчувати емоційну прихильність до тяжкого становища Рейнора, коментуючи "Коли ви востаннє могли сказати таке про персонажа в стратегічній грі?". Опитування читачів для GameSpot визнало Рейнора одним із десяти найкращих героїв відеоігор, відзначивши характер Рейнора за його людяність, його стійкість перед постійними втратами, а також його прогрес від звичайного маршала до галактичного героя. GameSpot також дав додаткову оцінку якості озвучки Роберта Клотворті. У 2012 році GamesRadar назвав його 80-м «найпам’ятнішим, найвпливовішим і крутим» героєм в іграх, коментуючи: «Він втілює концепцію більшого блага і готовий поставити все на карту, щоб захистити інших. Якщо ви коли-небудь застрягните в складній ситуації, чи то проти зграї зергів чи флоту протосів, він та людина, з якою ви захочете боротися пліч-о-пліч». У 2013 році Complex назвав Рейнора 24-м найкращим солдатом у відеоіграх.
Рейнор був номінований як найпереконливіший персонаж на другій щорічній премії Inside Gaming Awards у 2010 році, але програв Джону Марстону з серії відеоігор Red Dead.

## Подальше читання
- Cavalli, Earnest (10 жовтня 2008). StarCraft 2’s Boozy Interludes. Wired. Архів оригіналу за 24 червня 2021. Процитовано 28 квітня 2022.
- Koh, Damian (28 червня 2010). StarCraft II takes flight with Korean Air. CNet. Архів оригіналу за 25 вересня 2021. Процитовано 28 квітня 2022.
- Cross, Tom (10 серпня 2010). Opinion: 'Diamond in the Rough': Starcraft 2's Jim Raynor And His 'Hyperion'. GameSetWatch. Архів оригіналу за 27 червня 2021. Процитовано 28 квітня 2022.
- Gregory Blomquist (March 2021). Postmodern Medusa: The Monstrous-Feminine in StarCraft II: Heart of the Swarm. Games and Culture. Архів оригіналу за 24 червня 2021. Процитовано 18 червня 2021.

## Зовнішні посилання
- Біографія Джима Рейнора [Архівовано 29 листопада 2014 у Wayback Machine.] на офіційному сайті StarCraft II.